# Cristo Redentor (Santa Cruz de la Sierra)
El  Cristo Redentor  es un monumento que se encuentra en el segundo anillo y avenida Cristo Redentor en la ciudad de Santa Cruz de la Sierra, en Bolivia. La estatua es un símbolo religioso y cultural importante para la ciudad, sirviendo como punto de encuentro para ceremonias religiosas locales y eventos sociales y políticos.

## Historia
La escultura fue creada en 1961 por Emiliano Luján, escultor y caricaturista boliviano, en la ciudad de La Paz. Posteriormente, fue trasladada a Santa Cruz de la Sierra en conmemoración del IV Congreso Eucarístico Nacional de 1961, reconociendo la profunda religiosidad de la comunidad cruceña.
El monumento, hecho de bronce, muestra a Cristo con los brazos abiertos, simbolizando paz y acogida. Los fondos para su creación fueron recaudados en la sede de gobierno boliviana por la Asociación de Damas Cruceñas residentes en la ciudad de La Paz, bajo la dirección de Victoria Velasco Franco de Tejada. La inauguración del monumento contó con la presencia del entonces presidente de Bolivia, Víctor Paz Estenssoro, quien también colaboró con el diseño y modelos del proyecto.
En 2013, el Cristo Redentor fue declarado Patrimonio Cultural Religioso de Bolivia. A lo largo de los años, ha sido testigo de numerosos eventos cívicos y políticos, incluyendo cabildos cívicos y encuentros por demandas regionales cruceñas, que suelen llevarse a cabo a sus pies.

## Características del entorno
El monumento está rodeado de áreas verdes, una imponente bandera del departamento de Santa Cruz, banderas bolivianas y un altar papal, visitado por el Papa Francisco durante su visita a Bolivia en 2015. La zona también es conocida por su intenso tránsito, y el monumento es un punto de referencia clave para la orientación dentro de la ciudad.
El Cristo Redentor tiene un profundo significado para la población, tanto en su dimensión religiosa e histórica, y en especial, por su rol como epicentro de la vida social y política de Santa Cruz de la Sierra.
- Datos: Q20014293
- Multimedia: Statue of Cristo Redentor in Santa Cruz, Bolivia / Q20014293